# 10 cm K 17
Il 10 cm Kanone M. 17, abbreviato in K 17, era un cannone campale pesante tedesco in calibro 100 mm impiegato durante la prima e seconda guerra mondiale.

## Storia
Durante i primi anni della Grande Guerra, l'Esercito imperiale tedesco giudicò insufficiente la gittata in combattimento del 10 cm K 14; la Krupp sviluppò così una nuova canna, sempre da 100 mm, ma lunga lunga 45 calibri invece che 35, da incavalcare sull'affusto del K 14.
Il pezzo così ottenuto, denominato 10 cm K 17 dall'anno di adozione da parte dell'Esercito imperiale tedesco, venne prodotto in 192 esemplari. Dopo la guerra, in applicazione delle clausole di disarmo del Trattato di Versailles, parte dei cannoni venne venduta a Svezia e Romania, mentre alcuni vennero nascosti ed impiegati come artiglieria costiera dalla Wehrmacht durante la seconda guerra mondiale.

## Tecnica
La canna era lunga 45 calibri, con due ordini di cerchiatura, dotata di otturatore semiautomatico a cuneo orizzontale. Il K 17 gli accorgimenti adottati sul 10 cm K 14 per consentire il tiro antiaereo, quali l'ampio settore di elevazione, un complesso sistema idropneumatico a rinculo variabile, ottimizzato per minimizzare le interferenze del rinculo agli alti angoli di tiro, ed un doppio sistema di mira per incrementare la precisione contro i bersagli aerei. La culla a lisce era incavalcata su un affusto scudato con ruote in legno cerchiate d'acciaio e con coda unica munita di vomero.
L'elevato peso del pezzo impediva di trasportarlo in un unico carico. La canna veniva quindi trasferita su un apposito carrello a due ruote; per il corretto allineamento e per una rapida messa in batteria sulla coda dell'affusto erano presenti due guide, che venivano impegnate da due rulli sul carrello, fino a portare quest'ultimo a contatto con la parte posteriore della culla.

## 10 cm K 17/04
Il K 14 era stato progettato dalla Krupp per poter ingaggiare anche gli aeroplani e, nonostante il pezzo si fosse dimostrato un completo fallimento nel ruolo antiaereo, questi pesanti e costosi accorgimenti (come il rinculo variabile ed il doppio sistema di mira) furono mantenuti anche sul K 17, in modo da semplificare la conversione delle linee produttive sul nuovo cannone.
Nel 1917 però, parallelamente al K 17, venne messa in produzione una versione semplificata, che in qualche modo si riavvicinava alla filosofia costruttiva del 10 cm K 14: questa versione semplificata fu quindi chiamata 10 cm K 17/04. Al doppio sistema di puntamento venne preferito uno basato sul sistema del 15 cm sFH 13, il sistema a rinculo variabile venne eliminato, così come la possibilità di scomporre il pezzo in due carichi.

## Galleria d'immagini

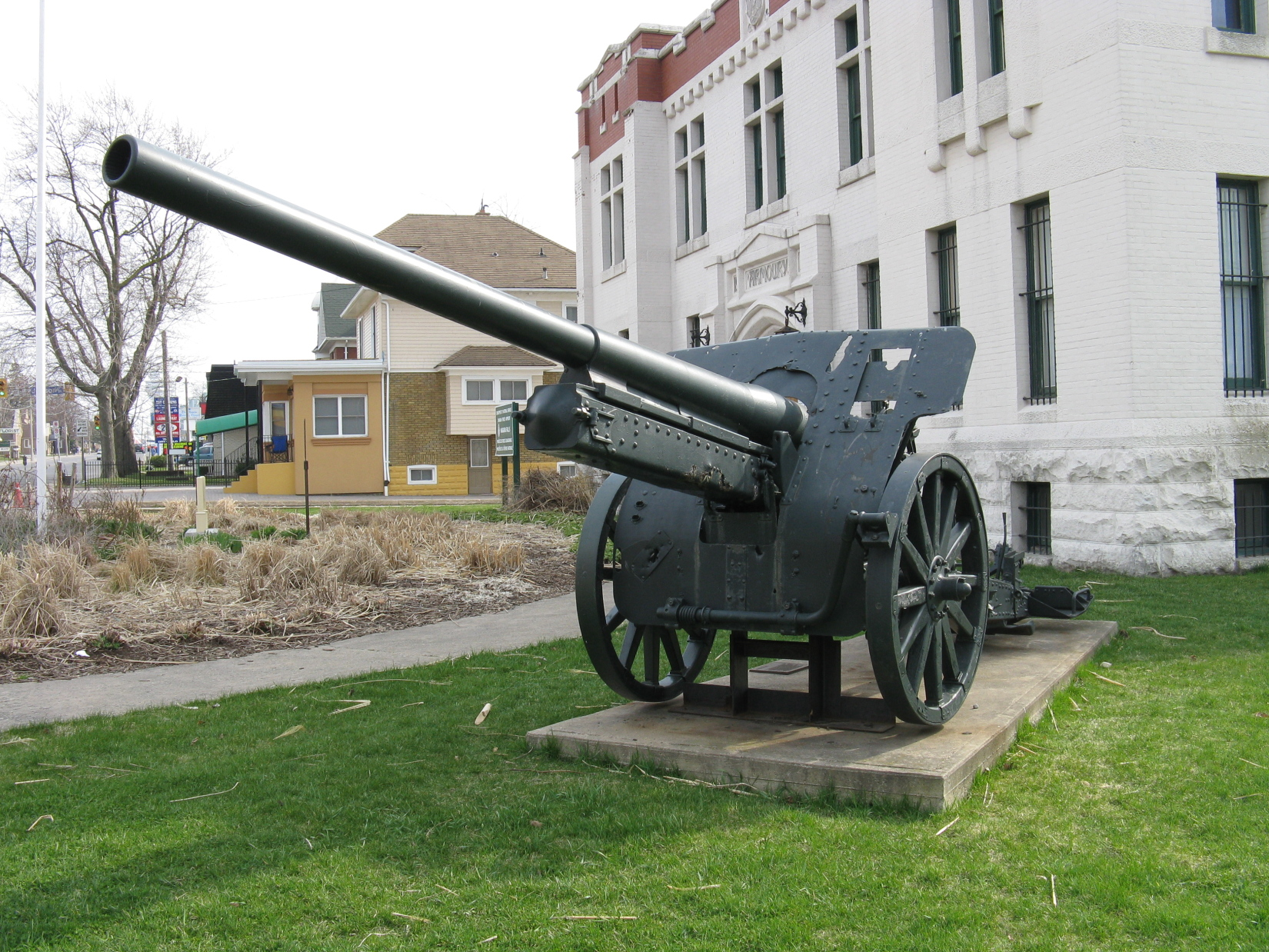
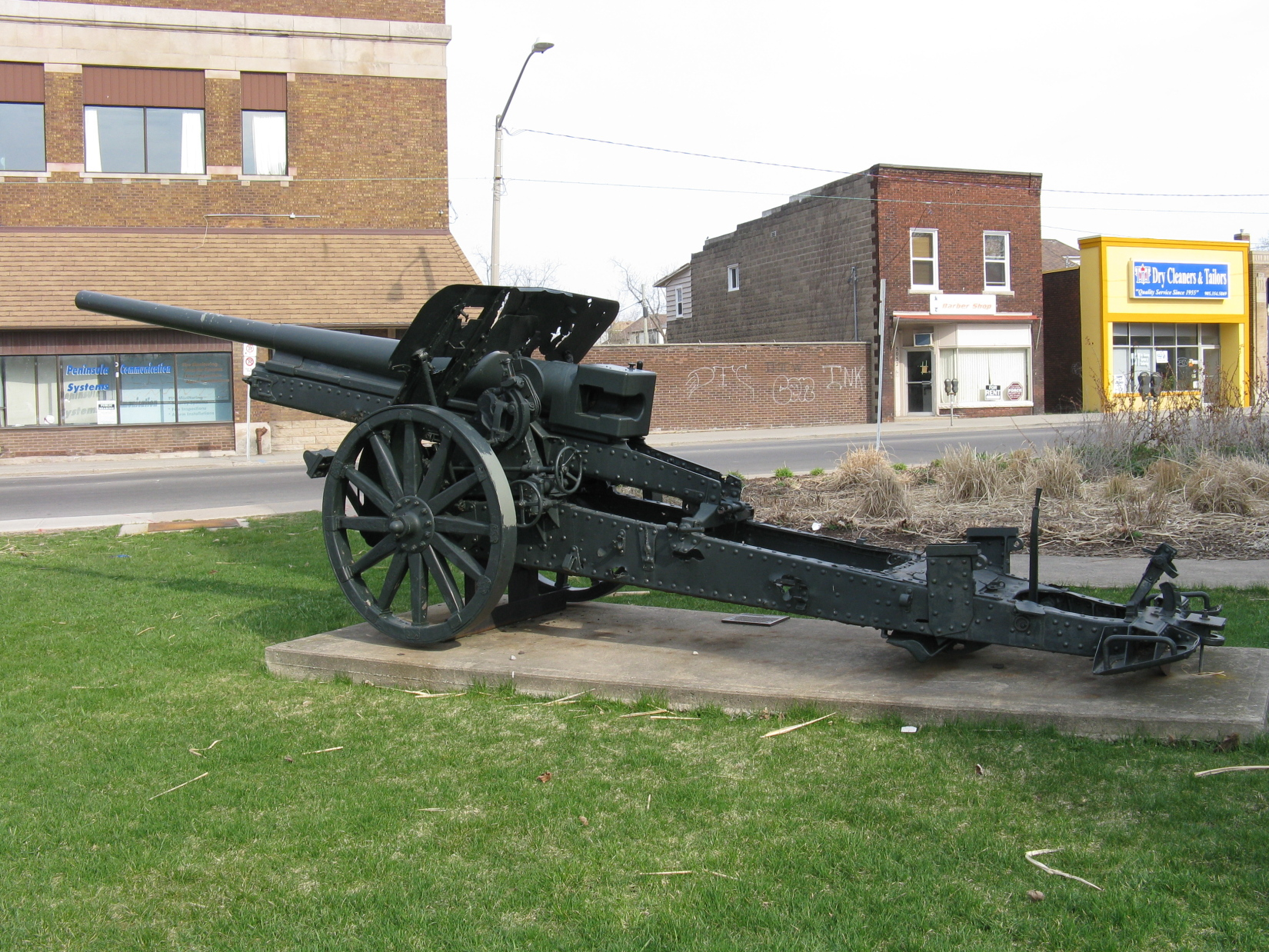
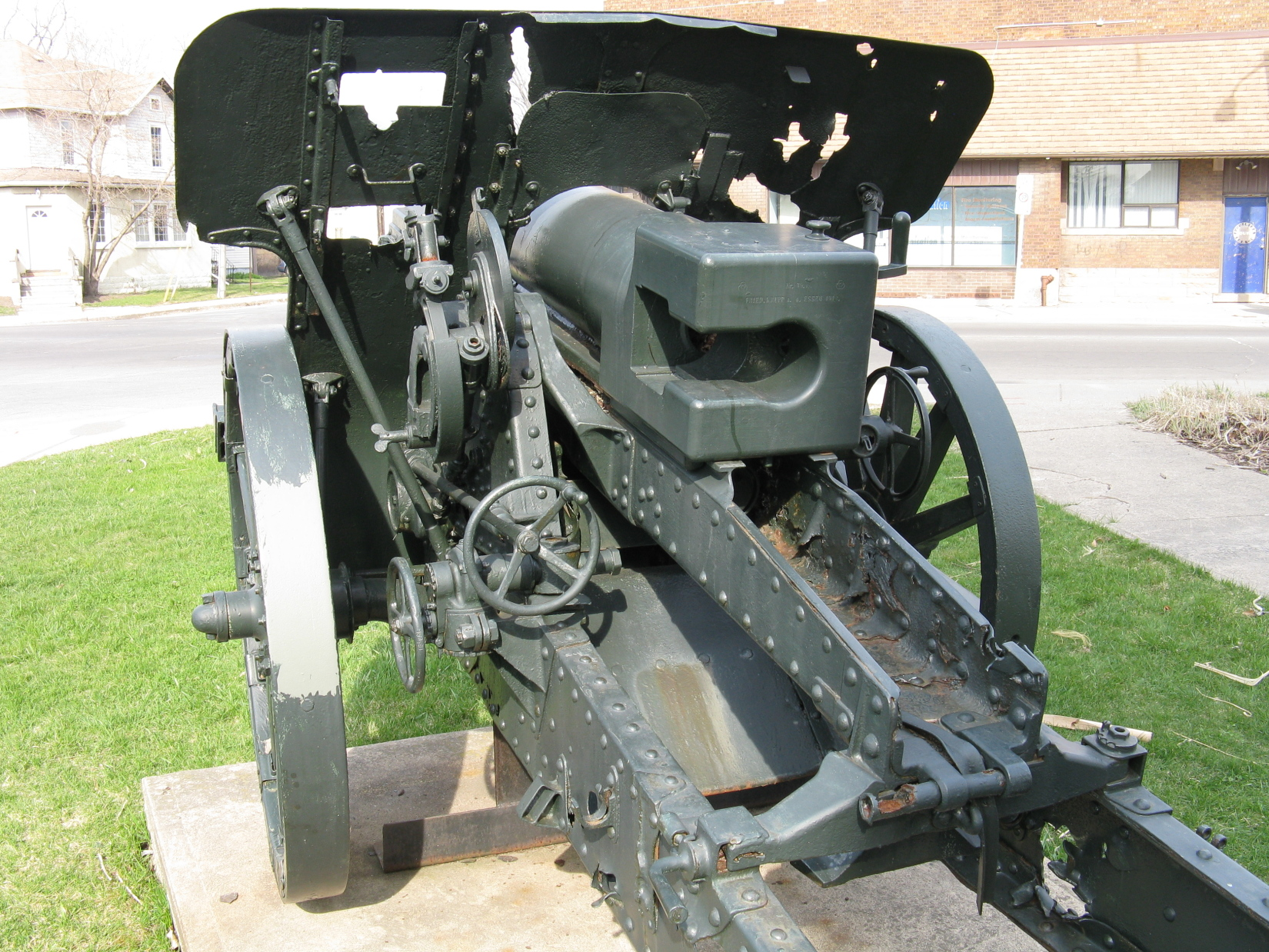
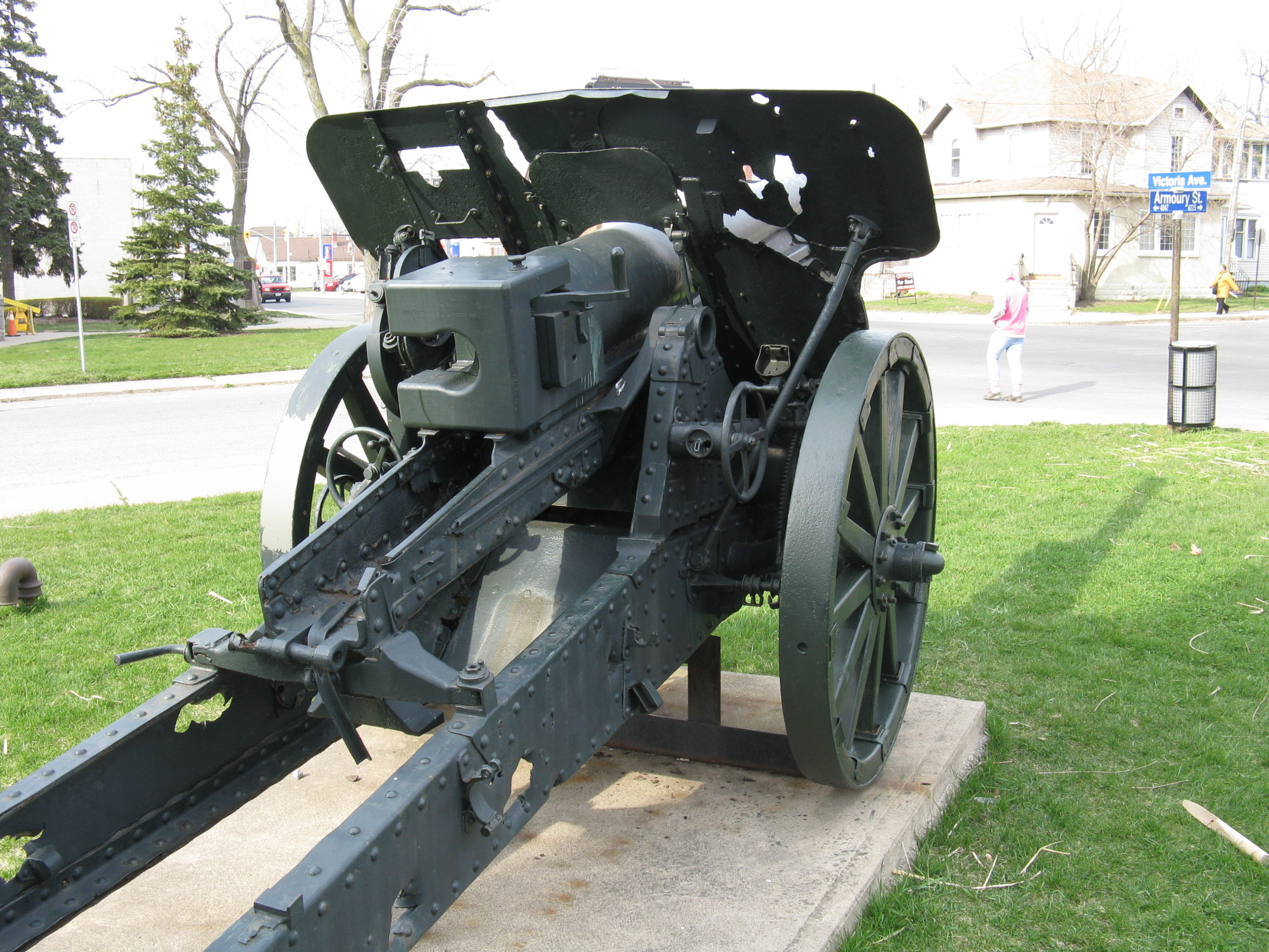